# سوپر ماریو ۳دی آل-استارز
سوپر ماریو ۳ دی آل-استارز (انگلیسی: Super Mario 3D All-Stars) یک سکوبازی سه بعدی تلفیقی در سال ۲۰۲۰ برای نینتندو سوئیچ است. این بازی برای بزرگداشت سی و پنجمین سالگرد فرنچایز سوپر ماریو از نینتندو با پورتس ویدئوی اچ‌دی سوپر ماریو ۶۴ (۱۹۹۶)، سوپر ماریو ساینشاین (۲۰۰۲)، و سوپر ماریو گالاکسی (۲۰۰۷) است.
این مجموعه تلفیقی در ۱۸ سپتامبر ۲۰۲۰ منتشر شد. خرید آن فقط برای مدت محدودی تا ۳۱ مارس ۲۰۲۱ در دسترس خواهد بود.